# Жекс
Жекс (фр. Gex) је насељено место у Француској у региону Рона-Алпи, у департману Ен (Рона-Алпи).
По подацима из 2011. године у општини је живело 10.446 становника, а густина насељености је износила 326,23 становника/km².

## Демографија
| 1962. | 1968. | 1975. | 1982. | 1990. | 2011.  |
| ----- | ----- | ----- | ----- | ----- | ------ |
| 2.361 | 3.137 | 4.296 | 4.868 | 6.615 | 10.446 |